# The Film (société de production)
Pour les articles homonymes, voir The Film (homonymie).
The Film est une société de production cinématographique française fondée à Paris en 2002 par Michaël Gentile.

## Historique
La société The Film est créée en 2002 par Michaël Gentile, ancien producteur de télévision (M6, Canal+, Paris Première) et directeur de radio (Oui FM, Radio Nova). The Film poursuit une ligne éditoriale éclectique et privilégie les cinéastes aux univers affirmés et les coproductions internationales. The Film a reçu le prix IFCIC en 2010 de la jeune société de production indépendante.

## Filmographie
- 2004 : Calvaire de Fabrice Du Welz
- 2006 : La Nuit des tournesols de Jorge Sánchez-Cabezudo
- 2008 : Vinyan de Fabrice Du Welz
- 2009 : Espion(s) de Nicolas Saada
- 2009 : Le Temps qu'il reste d'Elia Suleiman
- 2011 : Le Skylab de Julie Delpy
- 2011 : L'amour dure trois ans de Frédéric Beigbeder
- 2012 : Syngué Sabour. Pierre de patience d'Atiq Rahimi
- 2013 : Papa was not a Rolling Stone de Sylvie Ohayon
- 2014 : Lolo de Julie Delpy
- 2015 : Rosalie Blum de Julien Rappeneau
- 2017 : Cherchez la femme de Sou Abadi
- 2018 : Joueurs de Marie Monge
- 2019 : Premières Vacances de Patrick Cassir
- 2019 : Fourmi de Julien Rappeneau
- 2019 : Temps de chien ! d'Édouard Deluc (TV)
- 2022 : En roue libre de Didier Barcelo
- 2024 : La Famille Hennedricks de Laurence Arné
- 2024 : Les Barbares de Julie Delpy